# Polygala jaliscana
Polygala jaliscana är en jungfrulinsväxtart som beskrevs av Joseph Blake. Polygala jaliscana ingår i släktet jungfrulinssläktet, och familjen jungfrulinsväxter. Inga underarter finns listade i Catalogue of Life.